# ستيفن كيمبر
ستيفن كيمبر هو صحفي كندي، ولد في 25 أغسطس 1949.